# Perdoa-me
Perdoa-me foi um programa de televisão exibido pelo canal SIC em 1994.
Este programa tinha como objectivo proporcionar as pazes entre pessoas que se tinham desentendido. As pazes que este programa proporcionou mudaram a vida de muita gente.
Este programa teve como apresentadoras Alexandra Lencastre e depois Fátima Lopes.

## Curiosidades
- O caso mais polémico deste programa aconteceu a 1 de Junho de 1994. Alexandra Lencastre conduzia mais uma emissão, quando recebeu a história de dois amigos, Tristão Malheiro e Bork Jusek, que se zangaram por Tristão ter roubado a namorada a Bork, o que desencandeou uma briga entre amigos e a quebra de laços de amizade, durante os quatro anos do curso de agronomia. Dias depois do programa ser emitido, a imprensa fazia manchete com a performance dos rapazes, questionando a veracidade. Por exemplo, o jornal O Independente escrevia na capa: «Farsa no Perdoa-me: Na quarta-feira [1 Junho 1994], Alexandra Lencastre foi enganada por dois participantes no seu programa. Bock e Tristão nunca se zangaram. Só queriam ir ao programa».

- Vinte anos depois, em novembro de 2014, a história polémica foi recordada na rubrica Perdidos e Achados, no Jornal da Noite.

- Na altura, "Perdoa-me" era um fenómeno de audiências aquando a sua exibição, atingindo um share histórico na época - 53.5%.